# Squilla mantis
Squilla mantis är en kräftdjursart. Squilla mantis ingår i släktet Squilla och familjen Squillidae. Inga underarter finns listade i Catalogue of Life.

## Bildgalleri

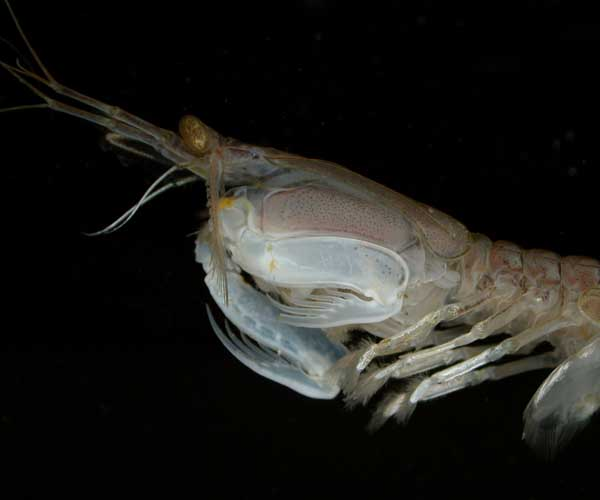
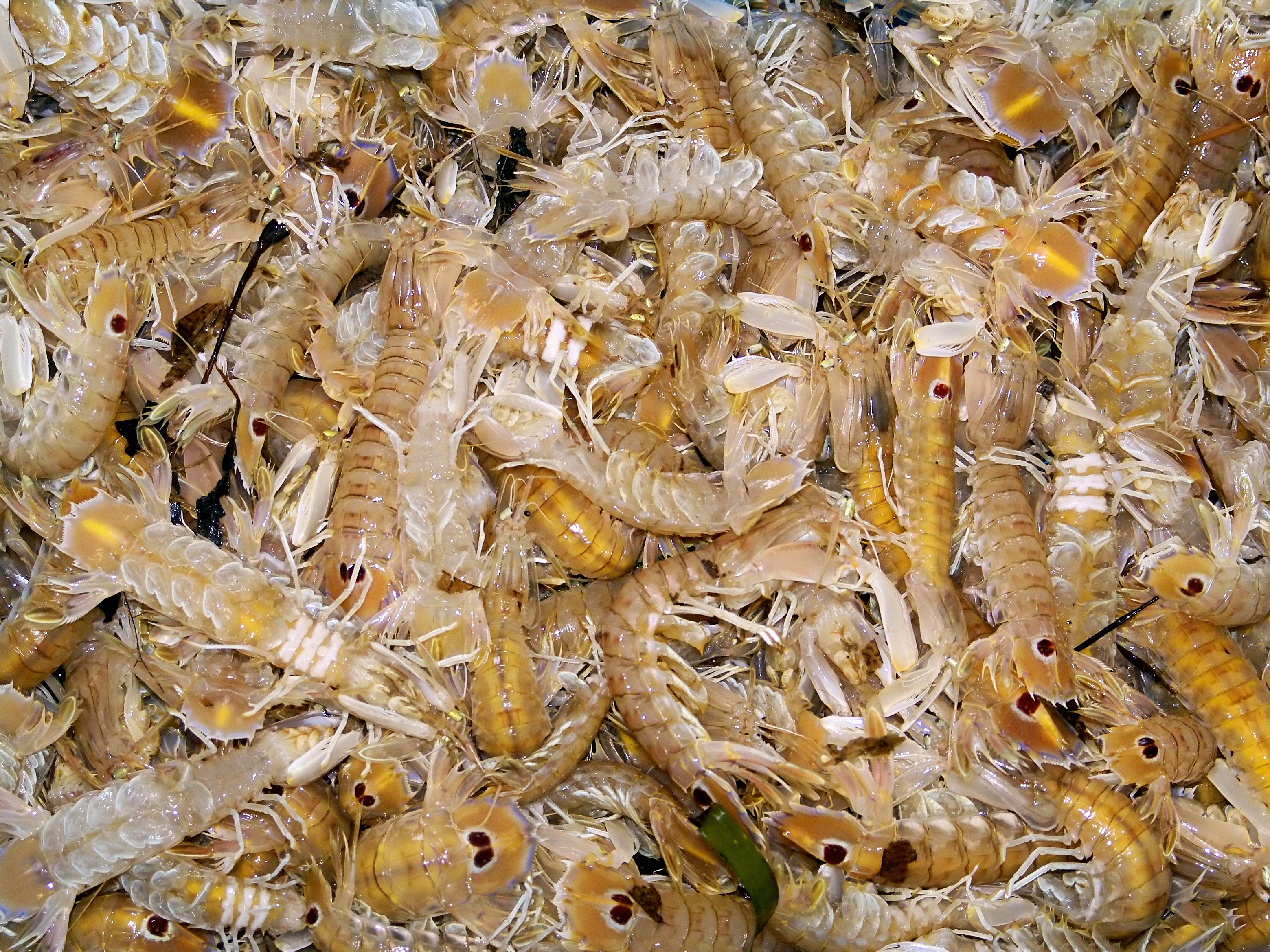